# Arboretum Mustila
L'Arboretum Mustila (finnois : Arboretum Mustila), est un arboretum situé dans le  quartier d'Elimäki à Kouvola en Finlande.

## Description
L'Arboretum a été créé sur le territoire du Manoir de Mustila  en 1902, lorsqu'Axel Fredrik Tigerstedt, qui a acheté le manoir l'année précédente, y a planté les premières espèces d'arbres. 
Aujourd'hui, près de 100 espèces de conifères et 130 espèces de feuillus poussent sur les 120 hectares de l'arboretum, ainsi que plusieurs espèces d'arbustes d'ornement, de lianes et de vivaces provenant de différentes parties du monde.
Il existe environ 250 espèces d'arbres différentes au total.
De nombreuses espèces de conifères sont plus grandes que les épicéas ordinaires : par exemple, les sapins de Douglas les plus hauts de l'arboretum mesurent jusqu'à 40 mètres de haut.

## Protection
L'arboretum Mustila est le plus ancien et le plus grand arboretum de Finlande en termes de variétés et d'étendue.
Le Museovirasto l'a classé parmi les sites culturels construits d'intérêt national en Finlande.